# Robert Dick (Flötist)

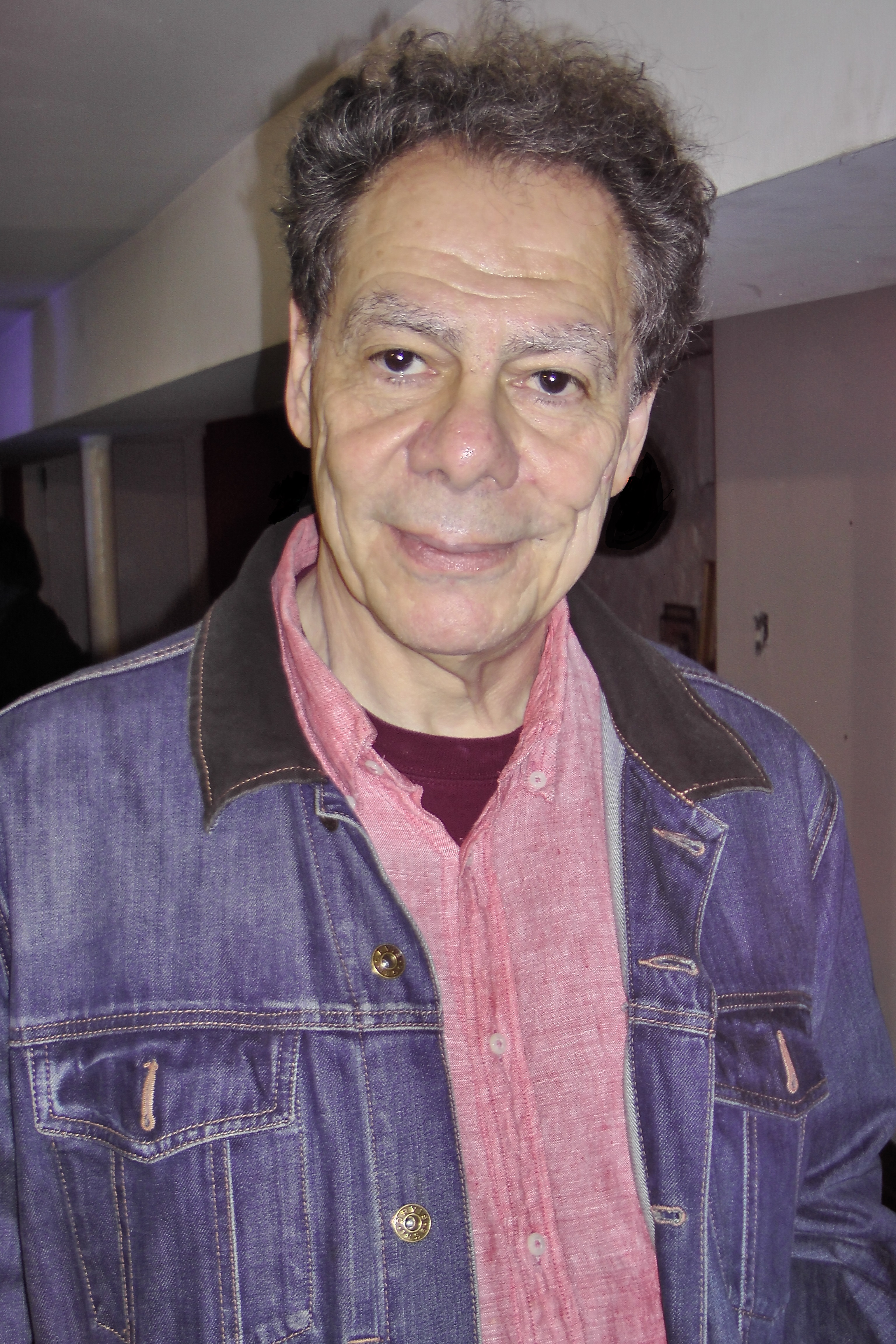
Robert Dick, 2017

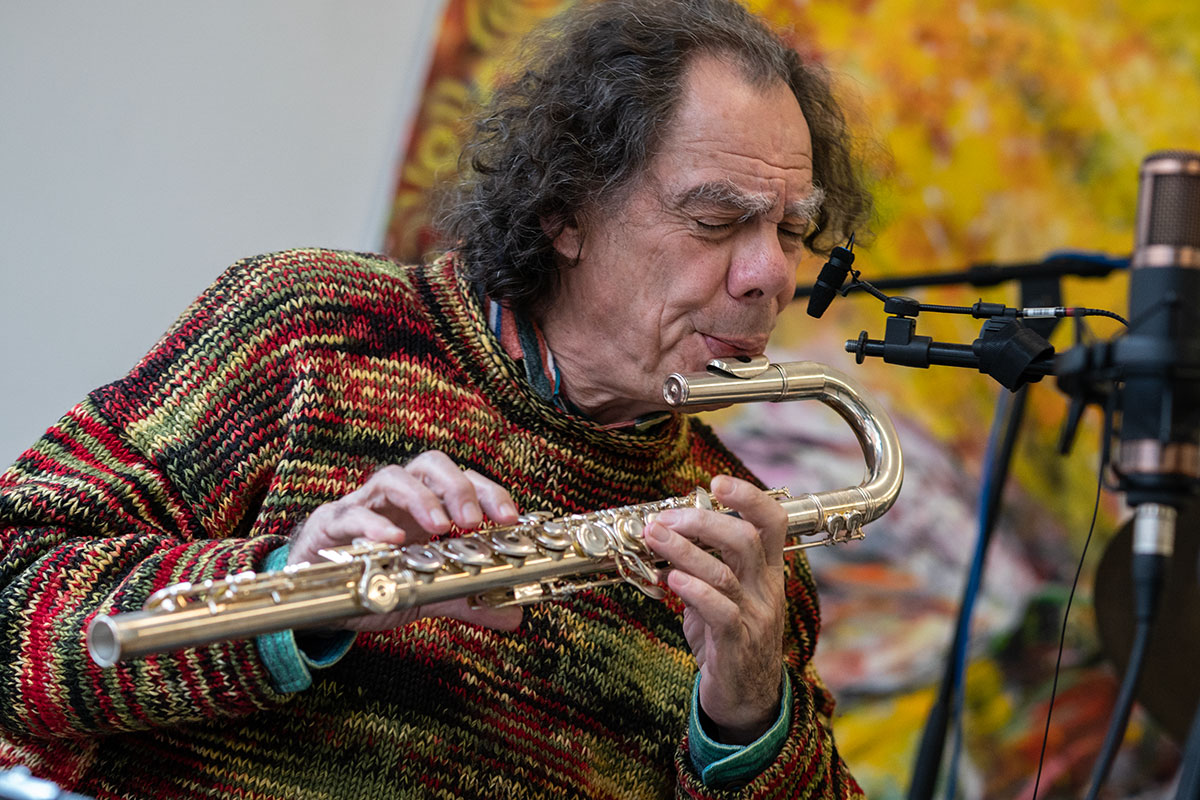
Dänemark 2023

Robert Dick (* 4. Januar 1950) in ist ein US-amerikanischer Flötist des Avantgarde Jazz und der improvisierten Musik sowie Komponist.

## Leben und Wirken
Robert Dick erwarb den Bachelor of Arts an der Yale University und erlangte einen weiteren Mastertitel für Komposition an der Yale University School of Music. Dick beschäftigte sich als Flötist mit experimenteller Musik und Neuer Musik. Seit 1986 nahm er eine Reihe von Alben mit Gastmusikern wie Jim Black, Mark Dresser, Marty Ehrlich, Gerry Hemingway und anderen auf. Sein erstes Album The Other Flute, das er als Solist aufnahm, ist dominiert von Edgar Varèses Komposition Density 21.5.
Dick war in den 1990er Jahren Mitglied des experimentellen Bläsertrios New Winds mit Ned Rothenberg und J. D. Parran sowie der Formation Oscura Luminosa, die ursprünglich als Duo von Dick und dem Flötisten Conrad Steinmann gegründet worden war und 1996 das Album In Full Armour einspielte. Außerdem arbeitete er mit John Wolf Brennan und Daniele Patumi im Trio Aurealis und mit Steve Argüelles und Christy Doran im ADD Trio zusammen. In seinem Album Jazz Standards on Mars, das er 1998 in erweiterter Besetzung für das Enja Label aufnahm, verarbeitete Dick Musik von John Coltrane (India), Eric Dolphy (Gazzelloni sowie Something Sweet, Something Tender), Jimi Hendrix (Machine Gun), Wayne Shorter (Water Babies) Dabei arbeitete Dick mit Regina Carter und dem Soldier String Quartet des Violinisten Dave Soldier zusammen. Diese Musik erinnert stark an ähnliche Projekte des Kronos Quartetts. Weiterhin nahm er mit Ursel Schlicht das Album Photosphere auf und ging mit ihr international auf Tournee. Auch arbeitete er mit dem Bariton Thomas Buckner, mit dem das Album Flutes and Voices (2010) entstand.
Robert Dick lebte vorübergehend in der Schweiz, inzwischen in New York City. Er unterrichtet an der New York University und schrieb mehrere Lehrbücher über die Anwendung erweiterter Techniken im Flötenspiel. Er gab weiterhin Kurse an der Musik-Akademie der Stadt Basel, der Juilliard School, dem Mozarteum in Salzburg, dem Konservatorium Wien, dem Royal College of Music in London und weiteren Konservatorien und Universitäten in Nordamerika und Japan.
Außerdem trat er mit Paul Giger, Steve Gorn, und Mark Dresser auf und war an frühen Aufnahmen von John Zorn beteiligt.

## Auswahldiskographie

### Aufnahmen als Leader/Co-Leader
- The Other Flute (GM Recordings, 1986) solo
- Tambastics (Music & Arts, 1992) mit Denman Maroney, Mark Dresser, Gery Hemingway
- Steel and Bamboo (O.O Records, 1992) mit Steve Gorn
- Third Stone from the Sun (New World, 1993) mit Marty Ehrlich, Jim Black
- Worlds of It (Leo, 1994) mit Ned Rothenberg
- Aurealis (Victo, 1997) mit John Wolf Brennan und Daniele Patumi
- Jazz Standards on Mars (Enja, 1998)
- A.D.D. Trio: Sic Bisquitus Desingrat (Enja, 1998)
- Robert Dick & Daniel Blake: Laugh and Lie Down (2020)

### Aufnahmen mitNew Winds
- Digging It Harder From Afer (Victo, 1994) mit Rothenberg, Parran, Hemingway
- Potion (Victo, 1997) mit Rothenberg, Herb Robertson

### Weitere Sidemen-Aufnahmen
- Oscura Luminosa: In Full Armour (Unit, 1996)
- John Zorn: The Parachute Years (Tzadik, 1977–81)

## Bibliographie
- The Other Flute: A Performance Manual of Contemporary Techniques
- Tone Development through Extended Techniques.
- Flöte und Zirkuläratmung Zimmermann, Frankfurt a. M. 1995 (englisches Original 1986).